# Reginald Wingate

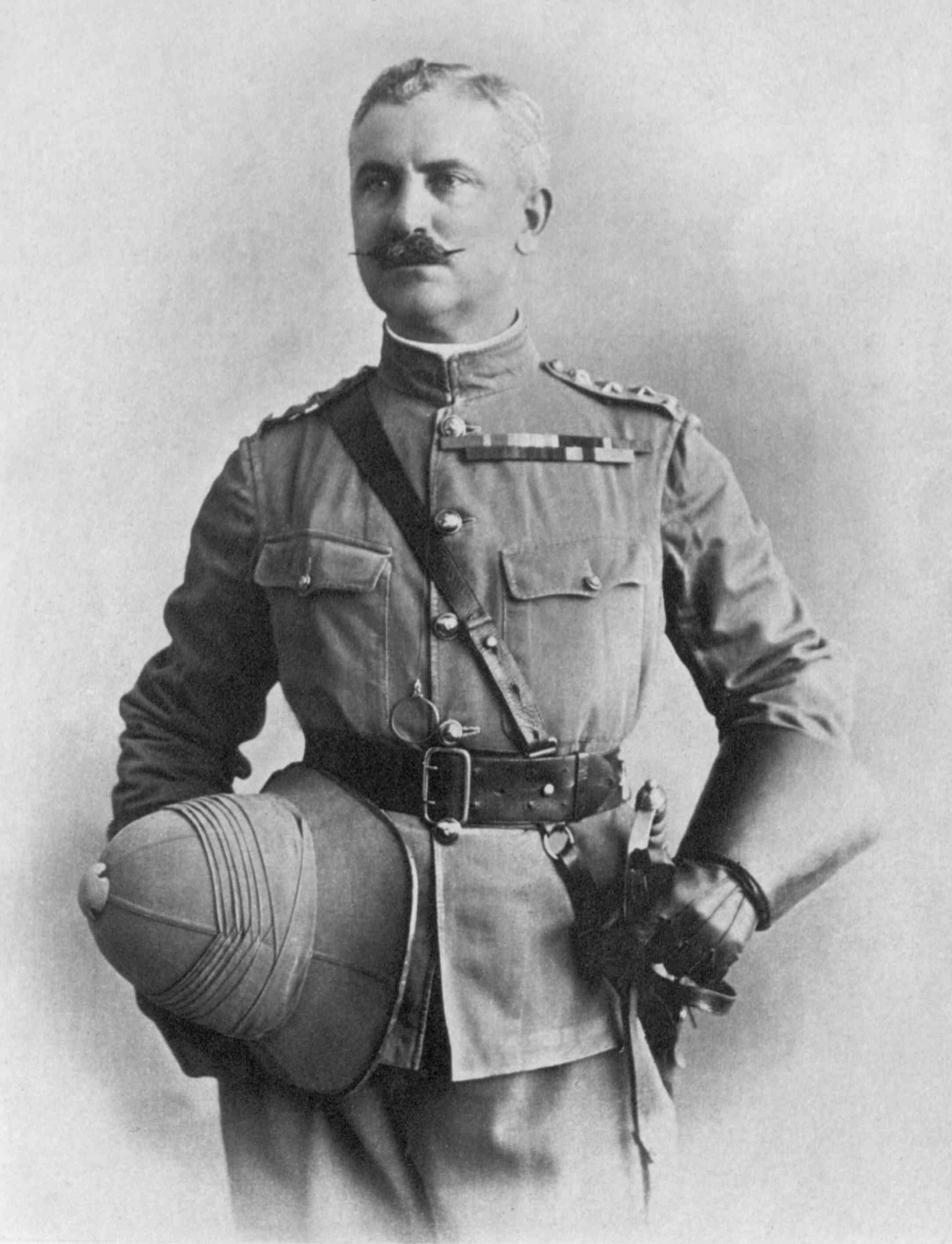
Wingate aus „The River War“ von Winston Churchill

Wingate als Generalgouverneur und Sirdar (1900)

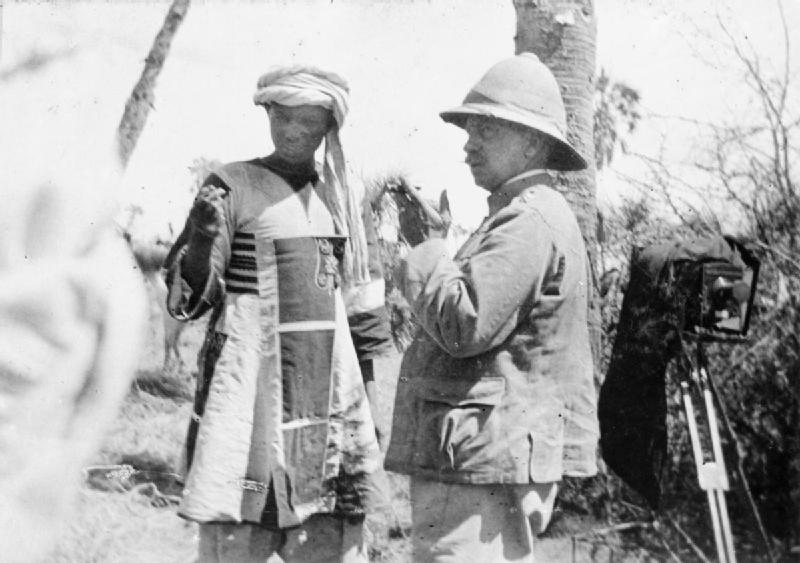
Wingate mit dem gefangenen Mahmud Ahmad nach der Schlacht am Atbara

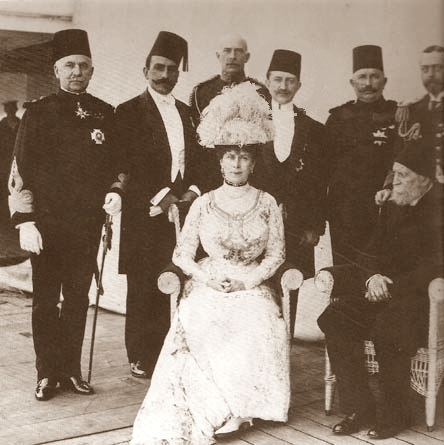
Wingate (ganz links) mit Georg V. und Abbas II. (1911)

Sir Francis Reginald Wingate, 1. Baronet GCB GCVO GBE KCMG DSO TD (* 25. Juni 1861 in Broadfield, Renfrewshire; † 29. Januar 1953 in Dunbar, East Lothian) war ein britischer General, Generalgouverneur des Anglo-Ägyptischen Sudan und Hochkommissar in Ägypten.

## Kindheit und Erste Einsätze im Orient
Francis Reginald Wingate wurde als Sohn eines schottischen Textilhändlers geboren. Ein Jahr nach Wingates Geburt brach das Geschäft seines Vaters zusammen, dieser starb und seine Mutter zog mit den Kindern nach Jersey. Er absolvierte die Royal Military Academy in Woolwich und wurde 1880 Lieutenant der Royal Artillery. Er diente in Indien und Aden.
Im Zuge der Besetzung Ägyptens 1882 wurde die ägyptische Armee in der Schlacht von Tel-el-Kebir zerschlagen. Sie wurde anschließend unter dem Kommando eines britischen Oberbefehlshabers, des Sirdar, neu aufgebaut. Wingate war Adjutant des ersten Sirdar Evelyn Wood.

## Mahdi-Aufstand
1884 nahm Wingate an der Gordon Relief Expedition im Sudan zur Rettung von Gordon Pascha und zum Entsatz von Khartum im Mahdi-Aufstand teil. Die Briten erreichten Khartum am 28. Januar 1885, zwei Tage nachdem diese gefallen und Gordon getötet worden war.
Wingate arbeitete ab 1886 im Nachrichtendienst der ägyptischen Armee, dessen Chef er 1892 wurde. 1889 nahm er an der Schlacht von Toski teil. Als Chef des Nachrichtendienstes hatte er Anteil an der Flucht Rudolf Slatins. Mit diesem arbeitete er in den folgenden Jahren zusammen. Seine guten Kenntnisse des Landes und der Sprache waren ihm bei seiner Arbeit behilflich. So verfasste er das Buch Mahdiism and the Egyptian Sudan. Weiterhin übersetzte er die Bücher Slatins und Pater Josef Ohrwalders. Die öffentliche Stimmung in Großbritannien, die durch diese Berichte gegen das Kalifat eingestellt war, führte dazu, dass die britische Regierung 1896 entschied, gegen die Mahdisten vorzugehen. Slatin wurde 1894, als Nachfolger Archibald Hunters, Gouverneur des Küstengebietes des Roten Meers und Kommandant von Suakin. 
1896 wurde die Anglo-Egyptian Nile Expeditionary Force unter dem neuen Sirdar Horatio Herbert Kitchener zur Besetzung des nördlichen Sudan in Marsch gesetzt. Am sogenannten Dongola-Feldzug nahm Major Wingate als Chef des Nachrichtendienstes teil. Am 22. März 1896 reisten Kitchener, Slatin und Wingate an die Front, nach Wadi Halfa. Nach der Eroberung von Dongola wurde Wingate 1896 zum Lieutenant-Colonel befördert. Von März bis Juni 1897 nahm er zwischenzeitlich an einer Expedition nach Abessinien teil. Nachdem das Problem der langen Nachschubwege durch den Bau einer Eisenbahnlinie im großen Nilbogen gelöst worden war, konnte die anglo-ägyptische Armee 1897 weiter vorrücken und 1898 die Mahdisten in der Schlacht von Omdurman schlagen. Im Oktober 1899 entsandte Kitchener 8000 Soldaten unter Wingates Kommando, um den Anführer der Mahdisten, Abdallahi ibn Muhammad, endgültig zu vernichten. In der Schlacht von Umm Diwaykarat in der Provinz Kordofan war Wingate siegreich und Abdallahi ibn Muhammad wurde getötet.

## Generalgouverneur und Hochkommissar
Nachdem Kitchener im Dezember 1899 Generalstabschef von Lord Roberts im Burenkrieg geworden war, übernahm Wingate die Funktion des Generalgouverneurs des Anglo-Ägyptischen Sudan und des Sirdars. Wingate arbeitete von 1899 bis 1916 daran, die wirtschaftlichen Folgen des Mahdi-Aufstandes in Sudan zu überwinden. 1903 wurde er zum Major-General, 1908 zum Lieutenant-General und 1913 zum General befördert. Außerdem erhielt er den Rang eines Pascha. Während des Ersten Weltkriegs widersetzte sich der Sultan des Sultanats Darfur, Ali Dinar, der britischen Herrschaft. Wingate stellte sodann eine Truppe von rund 2000 Mann zusammen. Diese schlug die Fur-Armee in der Anglo-ägyptischen Darfurexpedition.
Am 1. Januar 1917 wurde Wingate, als Nachfolger von Henry McMahon, Britischer Hochkommissar für Ägypten. Am 7. Oktober 1919 wurde er von Edmund Allenby, 1. Viscount Allenby, abgelöst. 1920 wurde er zum Baronet, of Dunbar in the County of Haddington and of Port Sudan, erhoben. Am 1. Februar 1922 trat er aus der Armee aus, blieb aber Colonel Commandant, Royal Artillery und Honorary Colonel des 6./7. Bataillons des Manchester Regiments.
Der Major-General Orde Wingate ist sein Neffe zweiten Grades.